# مت رایان (قایقران)
مت رایان (انگلیسی: Matt Ryan; ۲۳ ژوئن ۱۹۸۴ – ) قایقران روئینگ اهل استرالیا بود.
وی در مسابقات کشوری و بین‌المللی در مجموع برندهٔ ۲ مدال نقره، ۱ مدال برنز شده‌است.